# Gare de Yūtenji
La gare de Yūtenji (祐天寺駅, Yūtenji-eki) est une gare ferroviaire de la ville de Tokyo, au Japon. Elle est située dans le quartier de Yūtenji, dans l'arrondissement de Meguro. La gare est gérée par la compagnie Tōkyū.
Elle dessert notamment le lycée de Meguro et le parc de Setagaya.

## Situation ferroviaire
La gare de Yūtenji est située à 3,2 km du terminus de la ligne Tōkyū Tōyoko, à Shibuya, au Japon.

## Histoire
La gare de Yūtenji est inaugurée le 28 août 1927.
Une voie centrale pour les trains express est ajoutée le 25 mars 2017,.
Durant l’année 2017, la gare voit une moyenne de 31 494 passagers utiliser les services chaque jour.
Un nouveau bâtiment voyageurs est mis en service le 1er octobre 2018.

## Service des voyageurs

### Accès et accueil
La gare dispose d'un bâtiment voyageurs, avec guichets, ouvert tous les jours.

### Desserte
La gare de Yūtenji possède deux quais desservant deux voies. La gare n’accueille que des trains locaux, de huit voitures maximum.
| 1 | Ligne Tōkyū Tōyoko | pour Jiyūgaoka, Musashi-Kosugi, Kikuna et Yokohama ligne Minatomirai pour Motomachi-Chūkagai |
| 2 | Ligne Tōkyū Tōyoko | pour Naka-Meguro et Shibuya ligne Fukutoshin pour Kotake-Mukaihara et Wakōshi                |